# Leonard Warren
Leonard Warren, född 21 april 1911 i New York, död 4 mars 1960, var en amerikansk operasångare (baryton).
Warren föddes i New York, som son till ryska judiska immigranter. De hette egentligen Warenoff, men i USA antog de namnet Warren. Leonard arbetade först i sin fars pälsfirma, men 1935 började han sjunga i kören i Radio City Music Hall. 1938 mottog han ett stipendium som gjorde det möjligt för honom att studera i Italien. 1939 fick han sin första riktiga operaroll som Paolo i en uppsättning av Verdis Simon Boccanegra på Metropolitan i New York. Warren blev snabbt en publikfavorit och har framträtt på många amerikanska operahus, men också på La Scala i Milano (1953 och 1958) och på en turné i Sovjetunionen 1958.
Han betraktades som en utmärkt tolkare av Verdi men hade också många andra roller, bland annat som Tonio i Leoncavallos Pajazzo, som Escamillo i Bizets Carmen och som Scarpia i Puccinis Tosca.
Den 4 mars 1960 insjuknade Warren hastigt och dog på Metropolitans scen, just när han sjöng arian ”Urna fatale dal mio destino” i operan Ödets makt. Det konstaterades att han avlidit av en hjärtinfarkt.